# Fabrizio Celestini
Fabrizio Celestini (Milano, 23 marzo 1959) è un produttore cinematografico, produttore teatrale e imprenditore italiano.

## Biografia
Ha frequentato il Liceo ginnasio E.Q. Visconti di Roma, la facoltà di Architettura all’Università “La Sapienza” di Roma e la School of Fashion del Kingston College nel Regno Unito.
Nel 1982 si trasferisce a New York City dove lavora per tre stagioni come direttore artistico delle collezioni prêt-à-porter di Elsa Martinelli sulla Seventh Avenue. Dopo una breve esperienza come pubblicitario nel settore della moda, si trasferisce a Los Angeles per frequentare un corso di produzione cinematografica e televisiva presso la UCLA. In seguito ha lavorato a produzioni di film TV per Viacom (Showtime, Paramount), Carolco e altre società indipendenti.
Alla fine degli anni ottanta torna in Italia dove lavora come dirigente alla Racing Pictures, gestendo diverse produzioni televisive, coprodotte sia con la RAI che con Mediaset, partecipando anche a mercati e festival cinematografici come Festival di Cannes e Mostra internazionale d'arte cinematografica di Venezia.
A metà degli anni novanta, il rettore della Pontificia Università Gregoriana, Giuseppe Pittau, affida a Celestini l’incarico di creare l'Ufficio per le Relazioni Pubbliche e la rivista dell'Università, in collaborazione con la Gregorian Foundation di New York.
Dal 1996 al 1998 è volontario presso il Comitato per il Giubileo Vaticano incaricato della raccolta fondi del Grande Giubileo del 2000. In quell'occasione conosce Richard Leach, produttore della serie tv PBS sul Concilio Vaticano II, con il quale dà vita al progetto Francesco Il Musical realizzando il Teatro Lyrick di Assisi del quale Fabrizio Celestini ha curato il progetto e la costruzione. Il teatro è stato inaugurato nel maggio 2000 durante il Grande Giubileo della Chiesa Cattolica.

## Attività imprenditoriali
Nel 1998 Celestini ha fondato la Promnibus S.r.l. e nel 2003 la Efeso Produzioni S.r.l. Nel febbraio 2010 ha rassegnato le dimissioni da presidente di Promnibus e ha venduto le sue azioni della società. Fabrizio Celestini è amministratore ed azionista di The FabMax Company Ltd, società di produzione inglese fondata nel 2018 che si occupa dello sviluppo di nuovi progetti, basati su IP originali, sia nel campo dell'audiovisivo che degli spettacoli dal vivo.

## Filmografia

### Televisione
Produttore esecutivo
- 1986 - Il cugino americano
- 1988 - Il segreto del Sahara
- 1990-1992 - Pronto soccorso
- 1995 - Il barone

### Cinema
Produttore esecutivo
- 1988 - Ti presento un'amica
- 1991 - Italia '90 - Notti magiche

Regista
- 1999 - Cabiria, Priscilla e le altre, cortometraggio

## Teatro
Produttore
- 2000 - Francesco il musical[6]
- 2001-2004 The Full Monty, regia di Gigi Proietti
- 2002-2003 - Aggiungi un posto a tavola
- 2003 - È molto meglio in due
- 2003-2006 - Vacanze romane[7], regia di Pietro Garinei
- 2004 - Chicago
- 2004-2005 - Rugantino, regia di Pietro Garinei
- 2005 - Se il tempo fosse un gambero[8], regia di Pietro Garinei
- 2005-2006 - Evviva!, regia di Pietro Garinei
- 2006-2007 - Geronimo Stilton Super Show[9], regia di Gino Landi
- 2007-2009 - Il letto ovale[10], regia di Gino Landi
- 2011-2014 - The Mission, Heaven On Earth[11][12], regia di Stefano Genovese

## Riconoscimenti
Nel corso degli anni le produzioni teatrali di Fabrizio Celestini hanno ricevuto diversi premi italiani tra i quali il Biglietto d’Oro (maggior incasso al botteghino) nel  2000, 2002, 2004, 2005, e 2007.
Nel 2008 il Comune di Roma gli ha assegnato il Premio simpatia quale "persona di spicco nel settore dello spettacolo".